# Естер Терменс
Естер Терменс (ісп. Esther Termens, 2 листопада 1984) — іспанська хокеїстка на траві.
Учасниця Олімпійських Ігор 2004, 2008 років.
Срібна призерка Виклику чемпіонів 2003 року.